# Fernando Ferrús
Fernando Ferrús Ezquerra, né le 21 octobre 1921 à Barcelone (Catalogne, Espagne), est un footballeur espagnol des années 1940 qui jouait au poste de gardien de but.

## Carrière
Fernando Ferrús se forme dans les catégories juniors du FC Barcelone pendant la Guerre d'Espagne, puis il joue en équipe première en 1939. 
En 1940, il rejoint le Terrassa FC, club où il joue à un bon niveau pendant quatre saisons. En 1944, il est recruté par le RCD Espanyol avec qui il joue 16 matchs de championnat. Il est prêté au Reus Deportiu en 1945.
En 1946, il signe avec le Real Madrid, avec qui il joue deux matchs en championnat, et gagne la Coupe d'Espagne en 1947. Entre 1948 et 1950, il joue avec le SD Huesca.

## Palmarès
Avec le Real Madrid :
- Vainqueur de la Coupe d'Espagne en 1947